# Polinton
Los polintones o mavericks (también llamados polintovirus) son una superfamilia de grandes transposones de ADN que tienen homología con proteínas virales. Fueron descubiertos a mediados de la década de 2000. Son los transposones de ADN más grandes y complejos conocidos. Los polintones se transfieren verticalmente (de padres/madres a hijos). Se encuentran en los genomas de la mayoría de los eucariotas, exceptuando a las plantas, algas verdes y algas rojas que pudieron deshacerse de los polintones durante su evolución.

## Caraceterísticas
Un polinton típico tiene un tamaño de alrededor de 15 a 20 kilopares de bases, aunque se han descrito ejemplos de hasta 40 kb. Los polintones codifican hasta 10 proteínas, siendo los elementos clave la ADN polimerasa de tipo B y la integrasa de tipo retroviral de la que derivan su nombre. Los polintones a veces se denominan transposones "auto-sintetizados", porque codifican las proteínas necesarias para replicarse. La mayoría de los polintones también codifican una cisteína, una proteasa adenoviral, una FtsK, una ATPasa y una proteína en rollo de gelatina vertical típica de los virus de Varidnaviria. La presencia de esta proteína viral putativa ha provocado sugerencias de que los polintones pueden formar viriones no infecciosos en determinadas condiciones, sin embargo esto no se ha podido demostrar experimentalmente.
Las secuencias de los polintones contienen repeticiones terminales invertidas características de los transposones, generalmente del orden de 100-1000 pares de bases. También poseen una secuencia de duplicación del sitio objetivo de 6 pb en el sitio de inserción.
El protozoo Trichomonas vaginalis tiene un genoma compuesto por hasta un 30% de transposones polintones.

## Origen

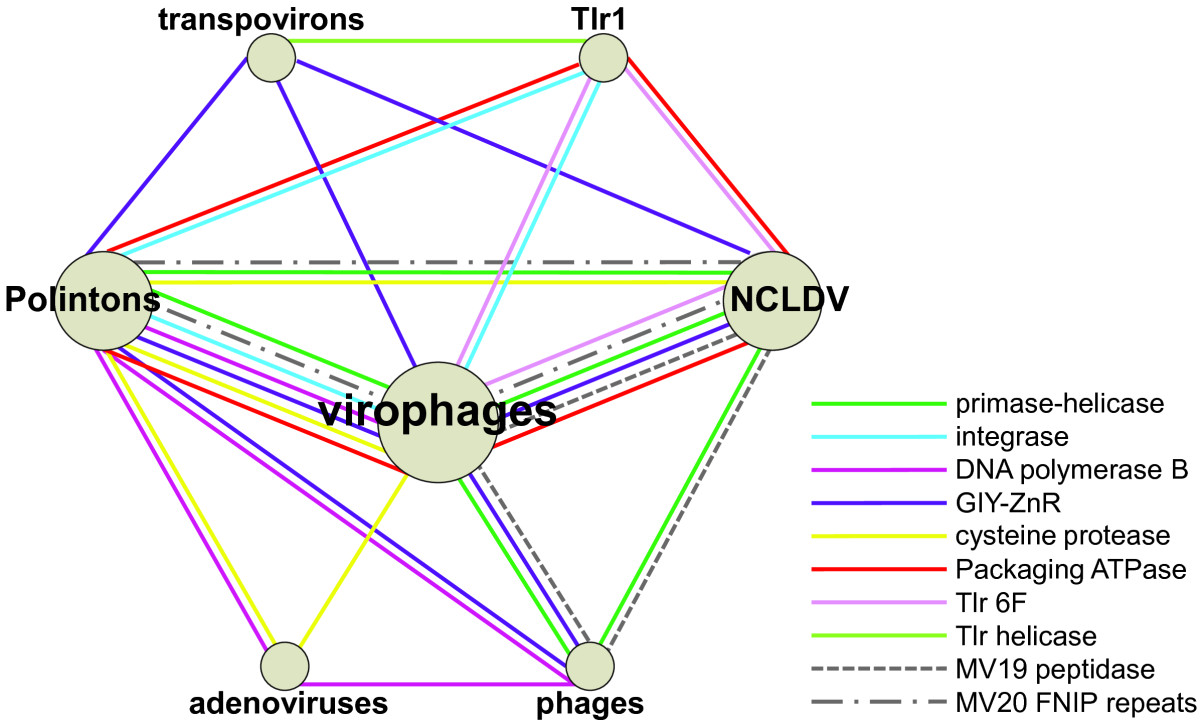
Red genética que muestra las relaciones entre los polintones, los transpovirones y los virus de ADN de Varidnaviria.

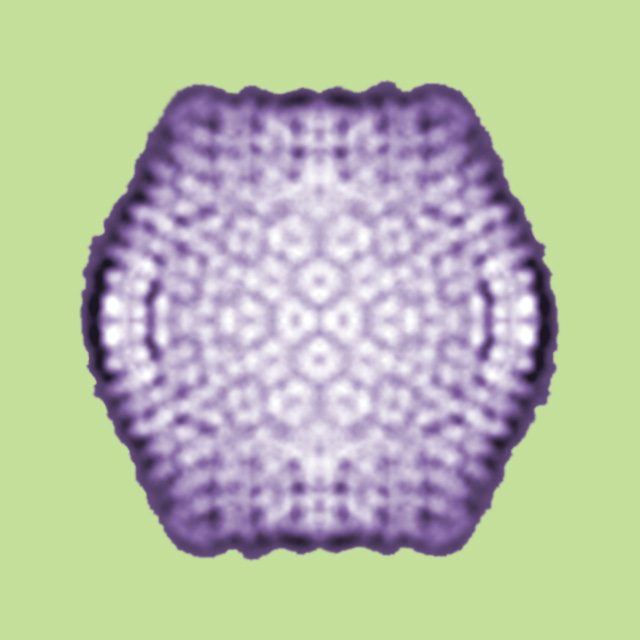
Virófago. Los viriones de los polintones probablemente fueron similares a los de estos virus.

Según los análisis filogenéticos los polintones se originaron de los virus del dominio Varidnaviria mediante un proceso de endogenización en el cual los virus introducen su material genético en el genoma de las células huéspedes, por tanto los polintones podrían considerarse elementos virales endógenos. Los polintones derivan de bacteriófagos emparentados con Tectiviridae y pudieron ser los primeros virus eucariotas de este dominio y antes de integrarse al genoma eucariota originarían a los adenovirus, los virófagos, los virus gigantes, los plásmidos mitocondriales (plásmidos inactivos que se encuentran en las mitocondrias), los plásmidos citoplasmáticos (plásmidos de levaduras) y los transpovirones (transposones de ADN que se encuentran en los genomas de los virus gigantes).

Debido a su origen viral se llaman a menudo "polintovirus" y se ha propuesto asignarles una categoría taxonómica en la taxonomía viral. Los viriones de los polintones probablemente fueron similares a los viriones de los virófagos.